# Sønder Hostrup Overdrev
Sønder Hostrup- og Bjergskov Overdrev  er to fredede naturområder øst for Hostrup Sø i Aabenraa Kommune i Sønderjylland.  Overdrev var i gamle dage et udtryk for de arealer, der lå længst væk fra gårdene. Det var her gårdens husdyr gik og græssede. I dag er overdrev en truet naturtype i Danmark. 
De fredede overdrevsområder ligger lige på israndslinjen. Hertil nåede den sidste is. Nogle steder var det såkaldt død-is – enorme isklumper – der havde mistet kontakten med isfronten, der gennem hundredvis af år smeltede og efterlod et landskab præget af dybe lavninger, dødishuller. Andre steder er det randmorænen, altså den forreste del af isfronten, der har flyttet rundt på sten, jord og sand og efterladt et bakket landskab.  I forbindelse med isens tilbagetrækning for ca. 20.000 år siden indtraf et mindre genfremstød, der dannede et nyt bakkestrøg øst for hovedopholdslinjen. Bjergskov er en del af dette østlige bakkestrøg og store dele af området fremstår, som det blev efterladt, da de sidste ismasser forlod arealerne for omkring 14.000 år siden.

## Overdrev
Overdrev er typisk områder, der er rige på blomster og græsser. De har en græsdomineret vegetation på veldrænet bund uden anden kulturpåvirkning end græsning. Overdrev kan betragtes som tørre enge, typisk med en blanding af urtevegetation og enkeltstående træer og buske. De findes som regel på næringsfattig jord, på skrænter eller klinter. 
Overdrev er gennem de seneste 100 år gået tilbage med 70-90 procent, og udgør kun 0,6 pct. af Danmarks areal.
For at pleje og opretholde overdrevsnaturen udsættes i maj 2017 syv heste som skal gå i området året rundt. Hestene er  af racen konik, som har bevaret deres vilde natur og er sky over for mennesker, men  egnede til at gå ude om vinteren og kan klare sig på arealer med grove og næringsfattige planter.

## Planteliv
Timian, vellugtende gulaks og håret høgeurt er blandt typiske planter på et overdrev. 
Tidligt forår kan kornet stenbræk, hulkravet kodriver og knoldranunkel ses. Senere er det bakketidsel, lav tidsel og smalbladet klokke. På de fleste overdrev vokser også mange orkideer.
Af vedplanter ses ofte slåen og hvidtjørn i kratbevoksninger.

## Fredningen
Området er en del af Natura 2000 -område nr. 95 Hostrup Sø, Assenholm Mose og Felsted Vestermark
Bjergskov-overdrevet, omkring 30,5 hektar, blev fredet i 1929,  og er et offentligt, tilgængeligt areal, og man kan gå frit på opdagelse rundt i terrænet, mens  Sønder Hostrup Overdrev er mere utilgængeligt. Her er omkring 78 hektar fredet, efter en langvarig fredningssag fra 1983 til 1993.

## Eksterne kilder og henvisninger
1. ↑  Syv heste skal pleje ældgammel natur året rundt  03-05-2017 på naturstyrelsen.dk

- Om Sønder Hostrup Overdrev på fredninger.dk
- Om Bjergskov Overdrev på  fredninger.dk
- Naturnationalpark Bjergskov & Hostrup Sø af Rune Engelbreth Larsen på danarige.dk hentet t8. september 2018

54°57′56.51″N 9°27′9.23″Ø / 54.9656972°N 9.4525639°Ø